# Xã Keener, Quận Scott, Arkansas
Xã Keener (tiếng Anh: Keener Township) là một xã thuộc quận Scott, tiểu bang Arkansas, Hoa Kỳ. Năm 2010, dân số của xã này là 142 người.